# بنسن اند هجز
بنسن اند هجز (به انگلیسی: Benson_&_Hedges) یک برند سیگار ایجاد شده در بریتانیا است؛ مالک فعلی این برند آلتریا، فیلیپ موریس،
و بریتیش امریکن توباکوو توباکوی ژاپن هستند. این برند در سال ۱۸۷۰ پایه‌گذاری گردید.